# 땅볼 아웃
땅볼 아웃은 타자가 친 공이 내야수들 앞으로 굴러와서 아웃으로 처리하는 것이다. 아주 가끔 외야수들의 땅볼 아웃도 있다.

## 땅볼 아웃 종류
- 3루수 또는 유격수 또는 2루수 또는 투수 - 1루수 송구아웃
- 1루수 베이스터치 또는 투수에게 토스하며 아웃
- 안타 친 타구를 외야수가 잡아 1루로 송구할 때
- 병살타,삼중살 또는 포스아웃